# Gmina Lunderskov
Gmina Lunderskov (duń. Lunderskov Kommune) była w latach 1970–2006 (włącznie) jedną z gmin w Danii w okręgu Vejle Amt. 
Siedzibą władz gminy było miasto Lunderskov. 
Gmina Lunderskov została utworzona 1 kwietnia 1970 na mocy reformy podziału administracyjnego Danii. Po kolejnej reformie w 2007 r. weszła w skład nowej gminy Kolding.

## Dane liczbowe
- Liczba ludności: (♀ 2785 + ♂ 2693) = 5478
  - wiek 0-6: 10,1%
  - wiek 7-16: 15,9%
  - wiek 17-66: 62,5%
  - wiek 67+: 11,5%
- zagęszczenie ludności: 57,7 osób/km²
- bezrobocie: 3,9% osób w wieku 17-66 lat
- cudzoziemcy z UE, Skandynawii i USA: 119 na 10 000 osób
- cudzoziemcy z krajów Trzeciego Świata: 128 na 10 000 osób
- liczba szkół podstawowych: 3 (liczba klas: 39)